# Osbornellus curvatus
Osbornellus curvatus är en insektsart som beskrevs av Beamer 1937. Osbornellus curvatus ingår i släktet Osbornellus och familjen dvärgstritar. Inga underarter finns listade i Catalogue of Life.